# The Stone Roses (음반)
| 전문가 평가                   | 전문가 평가 |
| 평가 점수                     | 평가 점수   |
| 출처                          | 점수        |
| ----------------------------- | ----------- |
| AllMusic                      | [ 3 ]       |
| The Daily Telegraph           | [ 4 ]       |
| Mojo                          | [ 5 ]       |
| NME                           | 10/10       |
| Pitchfork                     | 10/10       |
| Q                             | [ 8 ]       |
| Rolling Stone                 | [ 9 ]       |
| Spin                          | 10/10       |
| Spin Alternative Record Guide | 9/10        |
| Uncut                         | [ 12 ]      |

《The Stone Roses》는 1989년 5월 2일에 발매한 영국의 록 밴드 스톤 로지스의 데뷔 스튜디오 음반이다. 1988년 6월부터 1989년 2월까지 주로 런던의 배터리 스튜디오에서 프로듀서 존 레키와 함께 녹음했으며 그 해 말 5월 2일 실버톤 레코드에 의해 발매되었다.
즉각적으로 성공하지는 못했지만, 이 음반은 밴드의 유명한 콘서트 공연과 함께 인기를 끌었고, 이는 또한 매드체스터와 헐렁한 문화적 장면의 고정 장치로 자리매김하는 데 도움을 주었다. 이 음반의 비평적인 지위도 말년에 크게 향상되었으며, 《The Stone Roses》는 이제 역사상 가장 위대한 음반 중 하나로 여겨진다.

## 배경
소위 매드체스터 음악 운동이 중심이 되었던 맨체스터에 기반을 둔 스톤 로지스는 1983년에 결성되었다. 그들의 결성과 데뷔 음반 발표 사이에, 그 밴드는 다른 이름과 줄을 서서, 다른 사운드를 시도했고, 여러 다른 레이블에서 여러 싱글을 발표했다. 그들은 핑크 플로이드와 함께 《Meddle》에서 작업했던 프로듀서인 존 레키와 함께 그들의 셀프 타이틀 데뷔 음반을 녹음했다. 그 녹음은 주로 런던의 배터리 스튜디오에서 이루어졌고, 콩크, 스톡포트의 코코넛 그로브 스튜디오, 그리고 웨일스의 록필드 스튜디오에서 추가 세션이 있었다. 레키는 그 밴드가 "매우 잘 리허설"되었고, 그들은 "그들이 그들의 첫 음반을 만들고 있다는 것 외에는 어떤 압박도 느끼지 않은 것 같았고, 그것을 좋게 만들기 위한 기회를 잃고 싶지 않았습니다"라고 말했습니다. 그래서 그들이 그들이 좋은 것을 알고 있었다는 것을 스스로 증명해야 한다는 압박감은 없었습니다."

## 곡 목록
모든 곡들은 이언 브라운과 존 스콰이어에 의해 작사/작곡하였다.
| #   | 제목                                | 재생 시간 |
| --- | ----------------------------------- | --------- |
| 1.  | 〈I Wanna Be Adored〉               | 4:52      |
| 2.  | 〈She Bangs the Drums〉             | 3:43      |
| 3.  | 〈Waterfall〉                       | 4:37      |
| 4.  | 〈Don't Stop〉                      | 5:17      |
| 5.  | 〈Bye Bye Badman〉                  | 4:04      |
| 6.  | 〈Elizabeth My Dear〉               | 0:53      |
| 7.  | 〈(Song for My) Sugar Spun Sister〉 | 3:25      |
| 8.  | 〈Made of Stone〉                   | 4:10      |
| 9.  | 〈Shoot You Down〉                  | 4:10      |
| 10. | 〈This Is the One〉                 | 4:58      |
| 11. | 〈I Am the Resurrection〉           | 8:12      |

| #   | 제목                                | 재생 시간 |
| --- | ----------------------------------- | --------- |
| 1.  | 〈I Wanna Be Adored〉               | 4:52      |
| 2.  | 〈She Bangs the Drums〉             | 3:43      |
| 3.  | 〈Elephant Stone〉                  | 4:50      |
| 4.  | 〈Waterfall〉                       | 4:37      |
| 5.  | 〈Don't Stop〉                      | 5:17      |
| 6.  | 〈Bye Bye Badman〉                  | 4:04      |
| 7.  | 〈Elizabeth My Dear〉               | 0:53      |
| 8.  | 〈(Song for My) Sugar Spun Sister〉 | 3:25      |
| 9.  | 〈Made of Stone〉                   | 4:10      |
| 10. | 〈Shoot You Down〉                  | 4:10      |
| 11. | 〈This Is the One〉                 | 4:58      |
| 12. | 〈I Am the Resurrection〉           | 8:12      |
| 13. | 〈Fools Gold〉                      | 9:53      |

## 인증
| 국가                               | 인증        | 판매량/출하량 |
| ---------------------------------- | ----------- | ------------- |
| 영국 (BPI)                         | 4× 플래티넘 | 1,200,000     |
| 판매량+스트리밍을 기반으로 한 인증 |             |               |